# Česko-chilské vztahy
Česko-chilské vztahy označují mezinárodní vztahy mezi Českou republikou a Chilskou republikou.

## Historie

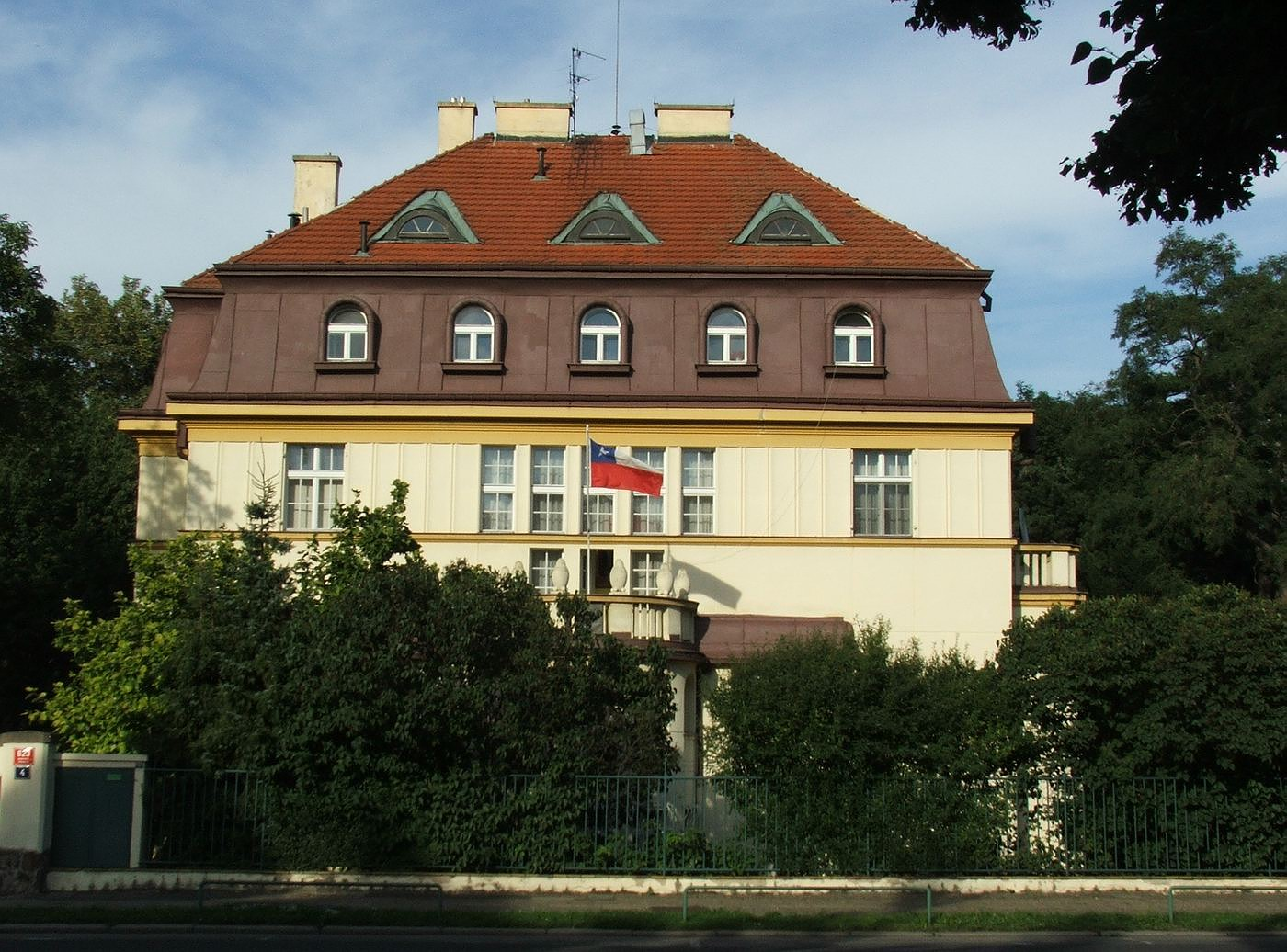
Velvyslanectví Chile v Praze 6.

Vztahy mezi těmito dvěma zeměmi sahají do 19. století, když v roce 1877 byla v Chile založena vesnice Nueva Braunau. Byla založena německy mluvícími rakousko-uherskými osadníky od města Braunau na severu Čech (nyní Broumov).
Vztahy mezi oběma zeměmi se též datují od vzniku Československa. Již za první republiky, v roce 1924, přijala Praha akreditaci prvního chilského vyslance, diplomata Césara Leóna, který předložil své pověřovací listiny 20. srpna 1925. Dne 10. listopadu 1931 se ujal svých povinností první československý chargé d'affaires v Chile. Vznik České republiky jako moderního státu v roce 1993 uznalo Chile 1. ledna téhož roku, kdy zanikla Česká a Slovenská Federativní Republika. 
Česká republika byla první zemí, která podpořila kandidaturu Chile na vstup do Organizace pro hospodářskou spolupráci a rozvoj (OECD), která vstoupila v platnost v roce 2010. Rovněž v rámci EU byly zaznamenány významné bilaterální přístupy.

### Chilský incident Václava Klause

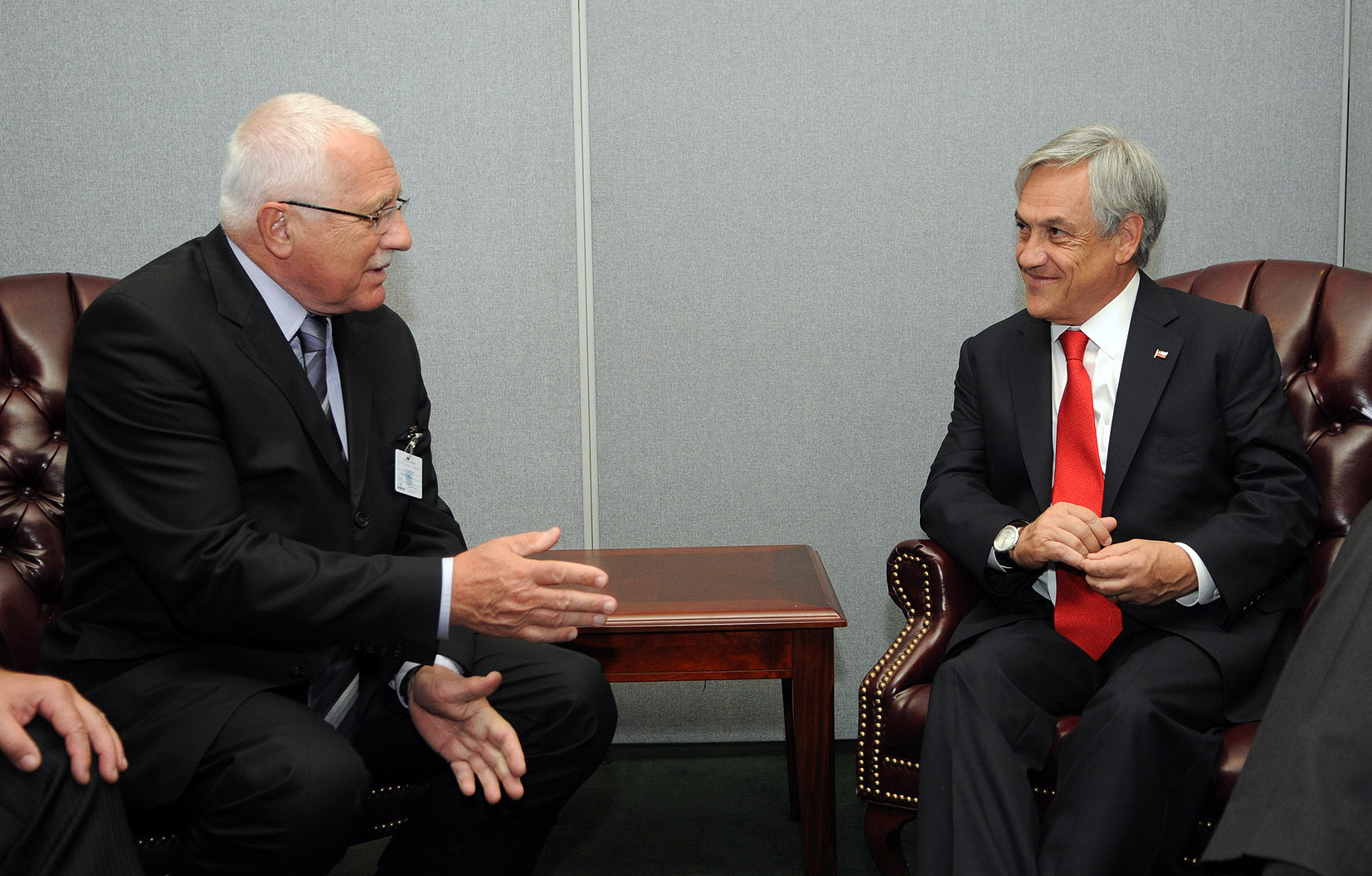
Václav Klaus a Sebastián Piñera v roce 2010

Chilský incident Václava Klause vznikl v důsledku uveřejnění a rozšíření filmového záznamu toho, jak prezident České republiky Václav Klaus během státní návštěvy v Chile 4. dubna 2011 přemístil protokolární pero z pouzdra na stole do kapsy svého saka. Komentovaný videozáznam této akce zveřejnila Česká televize 10. dubna 2011 na závěr publicistického pořadu 168 hodin a v následujících dnech si jako zábavná scénka získal zájem nejvýznamnějších médií a internetových komunit mnoha zemí; navíc rozpoutal i diskuse o protokolárních pravidlech a morálním profilu prezidenta či českého národa nebo dalších zúčastněných.
Krátce po uvedení videozáznamu Českou televizí se klip objevil v mnoha kopiích i na serveru YouTube, kde se stal jedním z nejsledovanějších videí. Například verzi s anglickými titulky zhlédlo během dvanácti dnů přes 4 800 000 diváků. Články o krádeži pera se v následujícím týdnu objevily v desítkách světových médií.

## Ekonomické vztahy
Chile a Česká republika podepsaly řadu dohod a úmluv o spolupráci v různých oblastech. Oba státy jsou členy Organizace pro hospodářskou spolupráci a rozvoj (OECD). Chilsko-české obchodní vztahy se řídí především Dohodou o hospodářském partnerství (EPA) s Evropskou unií, která vstoupila v platnost 1. února 2003. Předtím Chile a Česká republika podepsaly dohodu o podpoře a vzájemné ochraně investic, která byla vyhlášena v roce 1996.
Česká republika byla první zemí, která podpořila kandidaturu Chile na členství v Organizaci pro hospodářskou spolupráci a rozvoj (OECD), která vstoupila v platnost v roce 2010. Dvoustranné sbližování bylo zaznamenáno také v rámci EU-LAK. 
Z makroekonomického hlediska vyváží Chile do České republiky především chilské víno různých odrůd, švestky a další ovoce, dále ethanol, přírodní ovčí vlnu, med, kranase a salma; Česká republika vyváží do Chile především osobní automobily a další průmyslová pozemní vozidla (nakladače a jiné stavební stroje), ale i další stroje a zařízení pro specifické průmyslové účely (plynové armatury, čepele, horizontální soustruhy, tvářecí stroje, nádoby na stlačený nebo zkapalněný plyn apod.).
V oblasti cestovního ruchu mohou občané obou zemí od roku 1996 vstupovat z jedné země do druhé bez víza pro pobyty do 90 dnů v rámci 180 dnů, a to za účelem turistiky, obchodu a návštěv. V roce 2015 podepsaly vlády obou zemí zvláštní program Working Holiday, který usnadňuje výměnu mladých lidí na jednoleté pobyty.

## Kooperace
Existuje řada dohod o spolupráci v oblasti vědy, kultury, akademické sféry, hospodářství atd. V roce 2011 byla uzákoněna česko-chilská dohoda o spolupráci v Antarktidě, která se projevuje především vzájemnou pomocí Chilského antarktického institutu a chilského námořnictva na základně Johanna Gregora Mendela, která patří Masarykově univerzitě a nachází se na ostrově Jamese Rosse, který je součástí chilského antarktického území. V oblasti astronomie se česká vláda podílí na Evropské jižní observatoři v poušti Atacama.
Círculo Checo Chileno je jednou z nejvýznamnějších organizací chilské české komunity v Chile.
V květnu 2016 se v českém Liberci konala speciální verze Dne Chile.

## Diplomatické mise
- Chile má v Praze velvyslanectví.[18] Od roku 1990. Její první misie byla v pražské čtvrti Troja. V roce 1996 se přestěhovala do budovy U Vorlíků 4 v Praze 6. A od března 2022 sídlí na adrese Václavské náměstí 1306/55 na Novém Městě pražském 1. Velvyslancem je kariérní diplomat Hernán Bascuñán.[19]
- Česká republika má velvyslanectví ve čtvrti El Golf ve čtvrti Las Condes v Santiagu.[20] Velvyslancem je diplomat Pavel Bechný.[21]